# Millers Falls (Massachusetts)
Millers Falls é um lugar designado pelo censo localizado no condado de Franklin no estado estadounidense de Massachusetts. No Censo de 2010 tinha uma população de 1.139 habitantes e uma densidade populacional de 458,57 pessoas por km².

## Geografia
Millers Falls encontra-se localizado nas coordenadas 42° 34′ 45″ N, 72° 29′ 34″ O. Segundo a Departamento do Censo dos Estados Unidos, Millers Falls tem uma superfície total de 2.48 km², da qual 2.37 km² correspondem a terra firme e (4.69%) 0.12 km² é água.

## Demografia
Segundo o censo de 2010, tinha 1.139 pessoas residindo em Millers Falls. A densidade populacional era de 458,57 hab./km². Dos 1.139 habitantes, Millers Falls estava composto pelo 96.31% brancos, o 0.44% eram afroamericanos, o 0.61% eram amerindios, o 0.44% eram asiáticos, o 0% eram insulares do Pacífico, o 0.7% eram de outras raças e o 1.49% pertenciam a duas ou mais raças. Do total da população o 2.02% eram hispanos ou latinos de qualquer raça.